# Xe đạp tại Đại hội Thể thao Đông Nam Á 2023 – Băng đồng Olympic nữ
Nội dung Băng đồng Olympic nữ xe đạp địa hình của môn Xe đạp tại Đại hội Thể thao Đông Nam Á 2023 diễn ra vào ngày 6 tháng 5 năm 2022, tại Siem Reap, Campuchia. 18 tay đua đến từ 8 quốc gia khác nhau đã tranh tài trong nội dung này.

## Kết quả
| Thứ hạng | Tay đua                                          | Thời gian |
| -------- | ------------------------------------------------ | --------- |
| 1        | Sayu Bella Sukma Dewi (INA)                      | 1:13:48   |
| 2        | Nur Assyria Zainal Abidin (MAS)                  | 1:17:09   |
| 3        | Yonthanan Phonkla (THA)                          | 1:18:42   |
| 4        | Ariana Thea Patrice Evangelista Dormitorio (PHI) | 1:20:30   |
| 5        | Dela Anjar Wulan (INA)                           | 1:21:27   |
| 6        | Supuksorn Nuntana (THA)                          | 1:23:42   |
| 7        | Jarinya Suebjakthin (THA)                        | 1:24:03   |
| 8        | Phi Kun Pan (MAS)                                | 1:24:37   |
| 9        | Shagne Paula Hermosilla Yaoyao (PHI)             | 1:24:51   |
| 10       | Natahsya Soon (MAS)                              | 1:26:42   |
| 11       | Ca Thi Thơm (VIE)                                | 1:26:59   |
| 12       | Khen Malai (CAM)                                 | -1 LAP    |
| 13       | Nicole bejo Quinones (PHI)                       | -1 LAP    |
| 14       | Bùi Thị Huệ (VIE)                                | -1 LAP    |
| 15       | Yoath Kanika (CAM)                               | -2 LAP    |
| 16       | Von Sreynith (CAM)                               | -2 LAP    |
| 17       | Dara Latifah (THA)                               | DNF       |
| 18       | Đinh Thị Như Quỳnh (VIE)                         | DNF       |